# ZVC Klein-Brabant
Il ZVC Klein-Brabant è un club belga di calcio a 5 con sede ad Puurs. Partecipa al campionato belga di calcio a 5.

## Rosa 2008/2009
| N. |                   | Ruolo | Calciatore               |
| -- | ----------------- | ----- | ------------------------ |
| 1  | Belgio (bandiera) |       | Yassine Tsabounti        |
| 17 | Belgio (bandiera) |       | Ken Beaudoux             |
| 2  | Belgio (bandiera) |       | Dave Peeters             |
| 12 | Belgio (bandiera) |       | Martinez Francisco Anton |
| 18 | Belgio (bandiera) |       | Stefan De Smet           |
| 24 | Belgio (bandiera) |       | Daniel Martínez          |
| 6  | Belgio (bandiera) |       | Hakkim Oubakki           |
| 7  | Belgio (bandiera) |       | Tim De Pauw              |
| 11 | Belgio (bandiera) |       | Mustapha Rezki           |
| 23 | Belgio (bandiera) |       | Seppe Huysmans           |
| 26 | Belgio (bandiera) |       | Jonas Peeters            |

| N. |                   | Ruolo | Calciatore       |
| -- | ----------------- | ----- | ---------------- |
| 28 | Belgio (bandiera) |       | Niels Speelman   |
| 32 | Belgio (bandiera) |       | Bilal El Harboh  |
| 8  | Belgio (bandiera) |       | Jamal Rezki      |
| 9  | Belgio (bandiera) |       | Redwan Zeroual   |
| 14 | Belgio (bandiera) |       | Ismael Bousbaa   |
| 16 | Belgio (bandiera) |       | Karim Booyakoubi |
| 19 | Belgio (bandiera) |       | Abelali Dihaj    |
| 22 | Belgio (bandiera) |       | Jamal Allachi    |
| 22 | Belgio (bandiera) |       | Jamal Amraoui    |
| 60 | Belgio (bandiera) |       | Bram Verhavert   |